# MIRROR.WE.ARE LIVE CONCERT 2022
《MIRROR.WE.ARE LIVE CONCERT 2022》是香港男子音乐組合MIRROR于2022年7月25日至28日於香港举行的演唱会，亦是組合首次於紅磡香港體育館舉辦的大型演唱會。演唱會由MakerVille及大國文化主辦，並由FWD富衛保險冠名贊助。演唱會是香港體育館首次以實名制公開發售演唱會門票。
演唱會原定共開12場，惟從綵排到表演期間屢次發生安全事故，至第4場發生懸掛在舞台上方顯示屏墜落的事件，兩名舞蹈員嚴重受傷，主辦方翌日凌晨宣布取消餘下所有場次。

## 表演曲目
演唱會首場（7月25日）表演曲目如下：
| 曲目                                                    | 表演者                        |
| ------------------------------------------------------- | ----------------------------- |
| 《Innerspace》、《Reflection》、《All in one》          | 全員                          |
| Rap                                                     | Tiger、Jeremy                 |
| 《黑夜不再來》                                          | Jer                           |
| 《半》                                                  | Jeremy                        |
| 《鶴頂紅》                                              | Frankie                       |
| 《衝口而出》                                            | Stanley                       |
| 《狂人日記》、《九》                                    | Jer、Jeremy、Frankie、Stanley |
| 《作品的說話》                                          | 姜濤                          |
| 《人類群星閃耀時》                                      | Jer                           |
| 《金星女孩》、《信之卷》                                | Anson Kong                    |
| 《蝸牛》、《另一個諾貝爾》                              | Anson Kong、Ian               |
| 《King Kong》、《Mr. Stranger》                         | Anson Lo                      |
| 講話                                                    | Frankie                       |
| 《無盡》                                                | Frankie→全員                  |
| 《12》、《神隊友》                                      | 全員                          |
| Drum battle                                             | Tiger、Lokman                 |
| 《Yellow Fever》                                        | Jer、Tiger、Stanley、Lokman   |
| 《黑之呼吸》                                            | Tiger                         |
| 《收聲多謝》                                            | Lokman、Jer、Tiger、Stanley   |
| 《Distance》、《留一天與你喘息》                        | Ian                           |
| 《鏡中鏡》                                              | 姜濤、Stanley、Tiger          |
| 《E先生連環不幸事件》                                   | Edan                          |
| 《My Apple Pie》、《Elevator》、《Megahit》             | Edan、Anson Lo                |
| 《虎道門》、《道路使用者的有型守則》、《Rebound》       | Anson Kong、Lokman、Alton     |
| 《Boss》、《Ignited》、《We are》                       | 全員                          |
| （encore）《一秒間》、《蒙著嘴說愛你》、《One and all》 | 全員                          |

## 場次

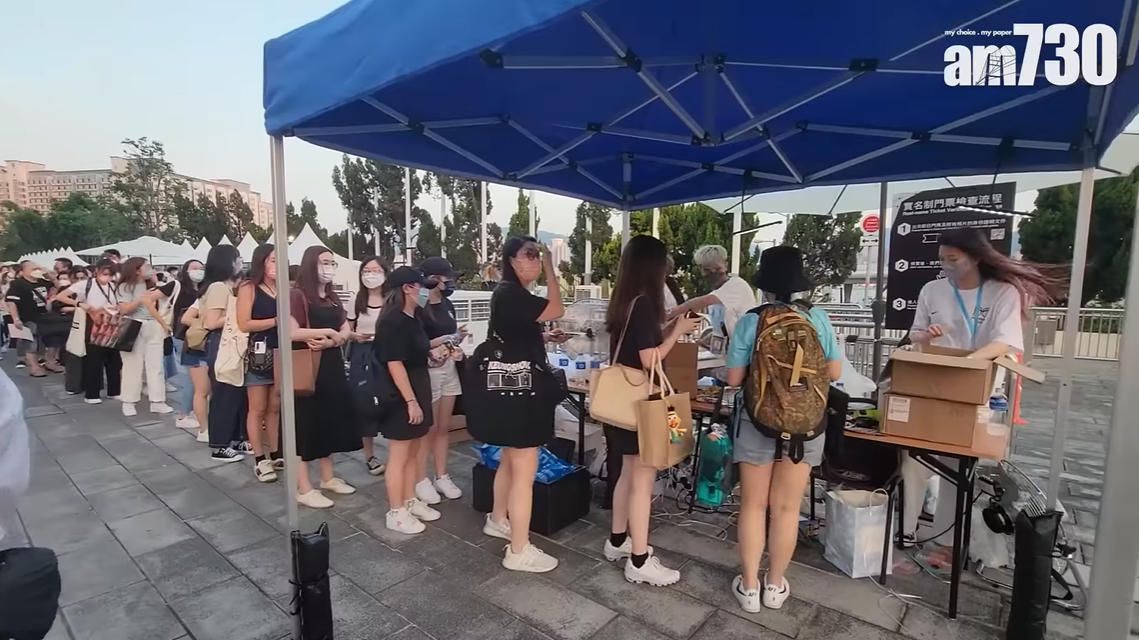
7月25日，男團MIRROR首次在紅館舉行演唱會正式開鑼，在紅館門外設帳篷用作核實身份之用

是次演唱會原定於2022年7月25日至31日、8月2日至4日假香港體育館舉行，共10場，當中三成為實名制門票。由於反應熱烈，主辦方在5月25日宣佈加開2場MIRO特別場，於8月5日至6日舉行，公開發售的門票注以實名制發售，只限已加入官方歌迷會MIRO的會員購買。演唱會原定在MakeALive應用程式設網上直播，分別為7月30日、7月31日、8月5日的場次。
是次演唱會於尖沙咀The ONE及銅鑼灣時代廣場設有主題活動。另外，周邊商品可透過MOOV網上預購或於快閃店購買。持有當天門票人士可到紅館的周邊商品發售處購買應援物。
为配合交通，九龍巴士于演唱会举行期間开办11条特别线，每晚由不同的MIRROR成員應援巴士搭載乘客。
由於發生意外，7月28日的第四場演唱會腰斬。主辦方宣布取消演唱會餘下所有場次的演出及網上直播。事發後MOOV宣布取消主題活動及周邊商品發售處，並即時停止預購周邊商品。

## 爭議

### 門票發售
2022年5月31日，演唱會以「實名制」於城市售票網公開發售，但因為網站未能登入，加上售票效率極慢，導致MIRROR粉絲（俗稱鏡粉）及「前夫」嚴重不滿。有見及此，由「前夫」所建立，擁有35.5萬成員的Facebook群組：「我老婆嫁左比Mirror導致婚姻破裂關注組」，版主宣布8月將永久關閉，以表達不滿。

### 表演項目分布
2022年7月25日，演唱會第一場的歌單公開後，一直受到外界熱議，例如：姜濤只有一首個人表演歌曲、陳卓賢只有兩首個人表演歌曲；除此之外，有粉絲亦認為整個演唱會的歌單過份雜亂，全無章節可言，令不少觀眾及粉絲感到失望及不滿。

### 意外頻生
2022年7月24日，演唱會表演前夕，有人在彩排期間因為踏中台板令其中一位舞蹈員受傷入院。事件發生後更有人將責任推卸到舞蹈員身上，因此令不少舞蹈員感到不滿，更在社交平台以黑色畫面表達不滿。事件發生後，姜濤、江𤒹生及邱士縉亦在社交平台上為舞蹈員打氣。事後有歌迷到香港體育館會場外面舉起「藝人的命也是命 拒絕殺人演唱會 Mirror lives matter」的紙牌抗議，促主辦方關注表演者的安全。
2022年7月25日，第一場期間，舞台多次出現不穩定情況，導致成員表演期間險生意外。例如江𤒹生在表演《虎道門》時站在貨車型升降台上跳舞，期間舞台突然晃動，他立即用手著地站穩，未致意外。另外他與姜濤又因舞台地面有高低差而踏空。尾聲時，MIRROR成員站上長升降橋演唱，當時橋板激烈晃動。天橋的欄杆高度只到人的腰下，亦沒有安全帶。姜濤、呂爵安及李駿傑曾於橋上同一位置踏空，差點跌倒。種種情況令不少歌迷感到擔憂與不滿。有見及此，主辦方宣佈第二場尾段取消天橋裝置表演環節，改為在平地獻唱。
2022年7月26日，陳瑞輝在演講環節中失足，從升降台跌下，下半身一度再跌入舞台升降機關。不過他被機關下的人托住，再隨即站起並向觀眾道歉。其後，他在社交平台曬出一張左手前臂擦傷的照片，向粉絲報平安，之後亦有看醫生。有舞台經驗的人質疑，工作人員見到陳瑞輝快要走到台邊時應該提醒他。事發後，有網民在請願網站開設「關注MIRROR演唱會安全問題」聯署活動，約一天有超過1.2萬人簽名支持。
有媒體向康文署詢問舞台安全事宜，康文署回覆指主辦機構須聘請經署方核准的合資格專業人士在場監督舞台安裝工程。舞台安裝工程完成後亦需由在場監督工程的註冊專業工程師確認舞台安全穩固。大會於7月27日的第三場作出舞台改動，包括陳瑞輝改為在平地進行個人演講，柳應廷演唱《黑夜不再來》時吊台加設欄杆，盧瀚霆取消向後躺倒動作並改為使用升降台，全員演唱《12》時取消外圍伸展台，取消所有吊橋環節，以及取消《狂人日記》和《九》項目中，舞蹈員於升降台反身跳落台底的表演。第三場由曾是演唱會監製的MIRROR經理人黃慧君親自坐鎮接手控制室。
2022年7月28日，呂爵安、盧瀚霆與舞蹈員表演期間，懸在半空的大屏幕垂直跌下，擊中一名舞蹈員頭部，再壓住另一名舞蹈員。兩名傷者被送到伊利沙伯醫院治理，當中頭部被擊中的傷者為COLLAR成員蘇芷晴男友李啟言（Mo）。事後演唱會隨即腰斬。黃慧君上台向觀眾鞠躬道歉。文化體育及旅遊局局長楊潤雄表示，政府已指示演唱會要暫停舉行，直至舞台結構證實安全。
2022年7月29日凌晨四點，魯庭暉見傳媒交代MIRROR演唱會意外，再次鄭重鞠躬道歉，會盡力幫傷者及其家人。傷者Fung受輕傷，損傷及肌肉拉傷，若無大礙明日可出院。另一位阿Mo正在ICU接受治療，目前清醒，能與醫生溝通。
事件即時引起全香港傳媒關注及報導，其中鮮有報導MIRROR的無綫新聞首次對演唱會作出報導，在當晚《晚間新聞》將此事故放在開場頭條。 而無綫娛樂新聞台的Facebook專頁也同時報導此事故，同樣為首次關於該演唱會的報導。